# Acanthoderus spinosus
Acanthoderus spinosus är en insektsart som först beskrevs av Gray, G.R. 1834.  Acanthoderus spinosus ingår i släktet Acanthoderus och familjen Diapheromeridae. Inga underarter finns listade i Catalogue of Life.